# Rue Général Gratry
Pour les articles homonymes, voir Gratry.
La rue Général Gratry (en néerlandais: Generaal Gratrystraat) est une rue bruxelloise de la commune de Schaerbeek qui va de la rue de Linthout au boulevard Auguste Reyers. Elle prolonge la rue Théodore Roosevelt.
Cette rue porte le nom d'un militaire et homme politique belge, Alexandre Charles Auguste Jean Gratry, né à Mouscron le 13 janvier 1850 et décédé à Schaerbeek le 7 mars 1913.

## Adresse notable
- no 19 : AB Supplies